# Renk
Renk est une ville du Soudan du Sud, dans l'État du Nil Supérieur, située près de la frontière avec le Soudan du Nord.